# Emiel Demonie
Emiel Demonie (Roeselare, 28 juli 1846 – Brugge, 3 januari 1890) was een Belgisch rooms-katholiek priester en schrijver. Hij is bekend als leraar van Albrecht Rodenbach, alsook door zijn redactiewerk voor enkele Vlaamse tijdschriften en zijn bijdragen voor de taalwetenschap. 

## Biografie
Emiel Demonie was een zoon van de handelaar Desiderius Demonie en Justina Verhaeghe. Na de humaniora aan het Klein Seminarie in Roeselare en het seminarie in Brugge, werd hij in 1869 tot priester gewijd. Op 1 oktober 1869 werd hij poësisleraar aan het Klein Seminarie in Roeselare. Hij behoorde tot de lerarengroep rond Hugo Verriest, die bij hun leerlingen het Vlaams bewustzijn wilden aanmoedigen, door hun liefde voor de volkstaal en voor de eigen geschiedenis aan te wakkeren. 
De bekendste leerling van Demonie was Albrecht Rodenbach. Die schreef als hulde voor Demonie het gedicht De Meester. In 1875 werd het Klein Seminarie het toneel van 'De Groote Stooringe', waarbij de studenten van Demonie voor een feest van de superior een Frans lied op disruptieve en sarcastische wijze zongen. Dit was een van de aanleidingen voor de superior om Demonie te willen verwijderen. Bovendien vond hij dat Demonie te nauw in contact stond met zijn leerlingen. Hij bleef echter nog vier jaar in functie.
In 1879 werd Demonie onderpastoor in de Sint-Gillisparochie in Brugge en vanaf 1884 was hij godsdienstleraar aan de rijksnormaalschool voor meisjes in deze stad. Hij werd in 1881 de opvolger van Amaat Vyncke als hoofdredacteur van het tijdschrift De Vlaamsche Vlagge. Hij schreef er artikels onder pseudoniemen zoals Skald, Logicus en Wilfried, die vooral belerend waren. Zijn directie was geen succes voor het tijdschrift, vooral door de generatiekloof bij de redactieleden en hij hield er na drie jaar mee op. 
Hij trad toe tot de geheime vriendenkring rond Hugo Verriest, die onder de naam Swighenden Eede optrad als raadgever, beschermer en financier van de Vlaamse studentenactiviteiten en meer in het bijzonder van de Vlaamsche Vlagge.
Bevriend met Edward Van Robays, leraar aan het Sint-Lodewijkscollege, stonden ze samen als beschermers aan de wieg van de Gilde Noodvier, het geheim Vlaamsgezind en katholiek genootschap voor leerlingen van dit college.
Bisschop Johannes Faict liet controle uitoefenen op wie de begrafenis van Demonie bijwoonde, wat voortsproot uit zijn wantrouwen tegenover hem. Het belet echter niet dat deze, met goedkeuring van het bisdom Brugge, het Vaticaanse ereteken 'Pro ecclesia et pontifice' had gekregen. 

## Demonie en Guido Gezelle
Toen Demonie in de vierde Latijnse de lessen volgde aan het klein seminarie in Roeselare, trad hij toe tot de congregatie of 'confraternity' die Guido Gezelle had opgericht. Hij bleef er duidelijk niet onopgemerkt. Toen Gezelle in 1860 al naar Brugge was verhuisd, stuurde hij aan Demonie een gedicht dat hij aan hem had opgedragen, gewijd aan het ontvangen van de eucharistie, en dat hij met volgend vers besloot:
O onthoudt het, kind, onthoudt het,
mint den Heere, en bidt voor mij,
leeft alsof gij sterven zoudet,
iedren nieuwen dag voorbij!
De vriendschap bestendigde zich toen Gezelle vanaf 1881 zijn taalkundig tijdschrift Loquela publiceerde. Demonie werkte er regelmatig aan mee. Ondertussen stuurde hij ook artikels naar Rond den Heerd, dat niet meer door Gezelle maar door Adolf Duclos werd geleid.
Demonie werd ook lid van de Gilde van Sinte Luitgaerde en toen die verdween, van de in 1887 door Gezelle opgerichte Dietsche Biehalle. De bedoeling was een algemeen cultureel tijdschrift uit te geven, maar dit kwam niet van de grond. Het belette niet dat Gezelle zijn idee doorzette. Samen met Demonie en met een paar leraars van het Sint-Lodewijkscollege stichtte hij Biekorf. Het eerste nummer verscheen begin 1890. Demonie had niet meer het plezier er kennis te kunnen van nemen, want begin januari was hij op vierenveertigjarige leeftijd overleden. 
Na zijn overlijden schreef Gezelle voor hem het gedicht 'Wij bouwden op uw leven een getemmer', net zoals hij voor veel van zijn overleden vrienden of vroegere leerlingen, gedichten als hulde en herinnering schreef.

## Voetnoten
1. ↑   Verzameld dichtwerk, Deel II, Antwerpen, 1980, blz. 190.
2. ↑   Verzameld dichtwerk, Deel I, Antwerpen, 1980, blz. 426